# 服部秀洋
服部 秀洋（はっとり ひでひろ、1958年（昭和33年）12月1日 - ）は、日本の政治家。元岐阜県下呂市長（1期）。

## 来歴
岐阜県下呂市湯之島出身。1977年（昭和52年）3月、岐阜県立益田南高等学校（現・岐阜県立益田清風高等学校）卒業。1978年（昭和53年）9月、愛知学院大学商学部経営学科を中退。同年10月、尾張屋製菓に就職。1983年（昭和58年）7月、有限会社尾張屋製菓を設立し取締役に就任。
2003年（平成15年）10月5日、下呂町議会議員に就任。2004年（平成16年）3月1日、下呂町、萩原町、金山町、小坂町、馬瀬村の4町1村が合併し下呂市が発足。これに伴って行われた下呂市議会議員選挙に出馬し当選。
市議3期目の2016年（平成28年）1月30日に市議を辞職。自由民主党岐阜県支部連合会が行った下呂市長選挙の予備選挙に応募する。予備選は3月4日に投開票が行われ、服部に対する推薦が決定した。4月10日、市長選執行。初代市長で元衆議院議員の山田良司を破り初当選した。4月18日、市長就任。選挙の結果は以下のとおり。
※当日有権者数：28,185人 最終投票率：79.74%（前回比：－4.37pts）
| 候補者名 | 年齢 | 所属党派 | 新旧別 | 得票数   | 得票率 | 推薦・支持                 |
| -------- | ---- | -------- | ------ | -------- | ------ | -------------------------- |
| 服部秀洋 | 57   | 無所属   | 新     | 12,227票 | 55.63% | （推薦）自由民主党・公明党 |
| 山田良司 | 55   | 無所属   | 元     | 9,753票  | 44.37% |                            |

2020年（令和2年）の市長選挙で元下呂警察署長の山内登に敗れ、落選。投票率は75.43％で過去最低を記録した。
※当日有権者数：26,799人 最終投票率：75.43%（前回比：－4.31pts）
| 候補者名 | 年齢 | 所属党派 | 新旧別 | 得票数   | 得票率 | 推薦・支持 |
| -------- | ---- | -------- | ------ | -------- | ------ | ---------- |
| 山内登   | 62   | 無所属   | 新     | 11,421票 | 57.26% |            |
| 服部秀洋 | 61   | 無所属   | 現     | 8,526票  | 42.74% |            |

## 不祥事
- 2016年（平成28年）5月1日発行の市広報紙5月号に、当選のお礼を含む就任挨拶文を掲載した。公職選挙法は選挙後、有権者に当選や落選のあいさつ目的の文書の頒布を禁じており、同法に抵触する可能性があるとして報道された[6]。
- 2016年（平成28年）5月13日～5月16日、下呂温泉観光協会の役員と服部市長が、友好提携している韓国中部の大田市にある儒城（ユソン）温泉を訪れ、交流行事やイベント視察などをした際、滞在2日目の5月14日深夜、宿泊先のホテルロビーで、スマートフォンの翻訳アプリを使って「若くてきれいな女の子と飲みながら遊べる店」という趣旨の内容を、儒城温泉観光振興協議会の男性に示した。男性は困惑して「案内してもよいか」と下呂温泉観光協会の関係者に電話で相談したが、下呂温泉の関係者が断ったという。服部は同年6月8日、朴煥善（パク・ファンソン）・在名古屋韓国総領事に陳謝した。また同月9日に会見し、改めて発言を陳謝したが「女性目当て」という報道を否定した。その上で、朝からビールを飲んでいたとも明らかにした。また、服部はこの日の会見で、5月14日午後10時すぎ、「スナックみたいな店」の紹介を翻訳アプリを使って韓国側に求めたことも明らかにした。「女性目当てということは断じてなかった」と強調したが、「こうした依頼を出したこと自体、軽率だった」と認めた。その日の朝食では「温泉に入って汗が出たので、小瓶のビールを自分で注文した」とも語った。世界遺産「百済文化圏」の視察などの日程が組まれており、「公務中だという自覚に欠け、強く反省している」と語り、やはり陳謝した。[7]
- 2016年（平成28年）6月24日、5月に公務で韓国を訪問した際に朝にビールを飲んでから視察に出かけるなどしていた問題で、市議会から「市長に猛省を求め、市政の最高責任者としての責任を問う」との内容の問責決議を可決された[8]。
- 2018年（平成30年）に台風21号が日本に上陸した際、下呂市は9月5日午後2時時点で、市内約3,600世帯が停電、約600世帯が断水した。 服部は同日午後から9月6日にかけて休暇を取得。名古屋市内で開かれた矢沢永吉のコンサートに出かけた。同年9月28日、市議会は「市政の最高責任者としての責任を問い、市長に猛省を求める」との問責決議を、賛成8、反対5の賛成多数で可決した[9]。
- 2020年5月、2000万円の使途不明金が発覚。直後に会計担当の職員が自殺した。下呂市は同年8月20日までに調査結果を取りまとめ、使途不明金の総額が2011年から2019年までの9年間で約2億6500万円だったと明らかにした。これは元野村市長、前服部市長が市長の職にある期間に行われた不祥事であり、両市長の責任も問われる事件である。